# 서울평가정보
서울평가정보 주식회사는 대한민국의 개인 및 기업 신용정보회사이다.

## 연혁
- 1992년 4월 23일: 회사 설립
- 1999년 12월 7일: 코스닥 시장 상장[출처 필요]
- 2025년 3월 31일 : 사명변경(SCI평가정보→서울평가정보)[2][3]

## 같이 보기
- 나이스평가정보
- KCB
- KED
- 나이스디앤비
- 이크레더블